# Wereldkampioenschap superbike van Laguna Seca 1995
Het wereldkampioenschap superbike van Laguna Seca 1995 was de zevende ronde van het wereldkampioenschap superbike 1995. De races werden verreden op 23 juli 1995 op Laguna Seca nabij Monterey, Californië, Verenigde Staten.

## Race 1
| Pos | Nr  | Rijder               | Constructeur | Rondes | Tijd        | Grid | Punten |
| --- | --- | -------------------- | ------------ | ------ | ----------- | ---- | ------ |
| 1   | 17  | Anthony Gobert       | Kawasaki     | 29     | 42:46.926   | 3    | 25     |
| 2   | 11  | Troy Corser          | Ducati       | 29     | +0.340      | 1    | 20     |
| 3   | 117 | Miguel Duhamel       | Honda        | 29     | +6.528      | 7    | 16     |
| 4   | 123 | Mike Hale            | Honda        | 29     | +11.294     | 2    | 13     |
| 5   | 1   | Carl Fogarty         | Ducati       | 29     | +25.627     | 12   | 11     |
| 6   | 5   | Simon Crafar         | Honda        | 29     | +28.618     | 8    | 10     |
| 7   | 119 | Freddie Spencer      | Ducati       | 29     | +31.508     | 5    | 9      |
| 8   | 45  | Colin Edwards        | Yamaha       | 29     | +34.769     | 6    | 8      |
| 9   | 3   | Aaron Slight         | Honda        | 29     | +38.578     | 18   | 7      |
| 10  | 25  | Yasutomo Nagai       | Yamaha       | 29     | +38.657     | 4    | 6      |
| 11  | 68  | Michael Smith        | Ducati       | 29     | +44.551     | 21   | 5      |
| 12  | 116 | Tom Kipp             | Yamaha       | 29     | +51.409     | 9    | 4      |
| 13  | 8   | Piergiorgio Bontempi | Kawasaki     | 29     | +1:01.048   | 23   | 3      |
| 14  | 12  | Mauro Lucchiari      | Ducati       | 29     | +1:01.673   | 19   | 2      |
| 15  | 121 | Pascal Picotte       | Kawasaki     | 29     | +1:08.187   | 13   | 1      |
| 16  | 33  | John Reynolds        | Kawasaki     | 29     | +1:10.420   | 11   |        |
| 17  | 114 | Steve Crevier        | Kawasaki     | 29     | +1:12.385   | 22   |        |
| 18  | 4   | Andreas Meklau       | Ducati       | 29     | +1:20.323   | 24   |        |
| 19  | 99  | Al Salaverria        | Ducati       | 28     | +1 ronde    | 27   |        |
| DNF | 20  | Jochen Schmid        | Kawasaki     | 26     | Uitgevallen | 17   |        |
| DNF | 28  | Gianmaria Liverani   | Ducati       | 23     | Uitgevallen | 14   |        |
| DNF | 19  | Adrien Morillas      | Ducati       | 15     | Uitgevallen | 25   |        |
| DNF | 67  | Doug Toland          | Yamaha       | 14     | Uitgevallen | 28   |        |
| DNF | 43  | David Jefferies      | Kawasaki     | 11     | Uitgevallen | 16   |        |
| DNF | 141 | Takahiro Sohwa       | Ducati       | 8      | Uitgevallen | 20   |        |
| DNF | 9   | Fabrizio Pirovano    | Ducati       | 6      | Uitgevallen | 15   |        |
| DNF | 27  | Pierfrancesco Chili  | Ducati       | 1      | Uitgevallen | 10   |        |
| DNF | 13  | Paolo Casoli         | Yamaha       | 0      | Uitgevallen | 26   |        |
| DNF | 70  | Michael Rutter       | Ducati       | 0      | Uitgevallen | 29   |        |

## Race 2
| Pos | Nr  | Rijder               | Constructeur | Rondes | Tijd        | Grid | Punten |
| --- | --- | -------------------- | ------------ | ------ | ----------- | ---- | ------ |
| 1   | 11  | Troy Corser          | Ducati       | 29     | 42:46.664   | 1    | 25     |
| 2   | 17  | Anthony Gobert       | Kawasaki     | 29     | +6.321      | 3    | 20     |
| 3   | 123 | Mike Hale            | Honda        | 29     | +17.627     | 2    | 16     |
| 4   | 117 | Miguel Duhamel       | Honda        | 29     | +26.574     | 7    | 13     |
| 5   | 25  | Yasutomo Nagai       | Yamaha       | 29     | +26.574     | 4    | 11     |
| 6   | 5   | Simon Crafar         | Honda        | 29     | +28.953     | 8    | 10     |
| 7   | 1   | Carl Fogarty         | Ducati       | 29     | +31.762     | 12   | 9      |
| 8   | 9   | Fabrizio Pirovano    | Ducati       | 29     | +35.337     | 15   | 8      |
| 9   | 45  | Colin Edwards        | Yamaha       | 29     | +35.517     | 6    | 7      |
| 10  | 121 | Pascal Picotte       | Kawasaki     | 29     | +1:01.320   | 13   | 6      |
| 11  | 8   | Piergiorgio Bontempi | Kawasaki     | 29     | +1:15.805   | 23   | 5      |
| 12  | 114 | Steve Crevier        | Kawasaki     | 29     | +1:16.035   | 22   | 4      |
| 13  | 116 | Tom Kipp             | Yamaha       | 29     | +1:16.341   | 9    | 3      |
| 14  | 12  | Mauro Lucchiari      | Ducati       | 29     | +1:17.430   | 19   | 2      |
| 15  | 13  | Paolo Casoli         | Yamaha       | 29     | +1:22.122   | 26   | 1      |
| 16  | 43  | David Jefferies      | Kawasaki     | 29     | +1:27.817   | 16   |        |
| 17  | 99  | Al Salaverria        | Ducati       | 28     | +1 ronde    | 27   |        |
| DNF | 20  | Jochen Schmid        | Kawasaki     | 21     | Uitgevallen | 17   |        |
| DNF | 27  | Pierfrancesco Chili  | Ducati       | 18     | Uitgevallen | 10   |        |
| DNF | 67  | Doug Toland          | Yamaha       | 11     | Uitgevallen | 28   |        |
| DNF | 28  | Gianmaria Liverani   | Ducati       | 10     | Uitgevallen | 14   |        |
| DNF | 4   | Andreas Meklau       | Ducati       | 7      | Uitgevallen | 24   |        |
| DNF | 141 | Takahiro Sohwa       | Ducati       | 3      | Uitgevallen | 20   |        |
| DNF | 70  | Michael Rutter       | Ducati       | 1      | Uitgevallen | 29   |        |
| DNF | 33  | John Reynolds        | Kawasaki     | 0      | Uitgevallen | 11   |        |
| DNF | 3   | Aaron Slight         | Honda        | 0      | Uitgevallen | 18   |        |
| DNF | 119 | Freddie Spencer      | Ducati       | 0      | Uitgevallen | 5    |        |
| DNF | 68  | Michael Smith        | Ducati       | 0      | Uitgevallen | 21   |        |
| DNF | 19  | Adrien Morillas      | Ducati       | 0      | Uitgevallen | 25   |        |

## Tussenstanden na wedstrijd
| Pos | Nr | Rijder            | Team   | Punten |
| --- | -- | ----------------- | ------ | ------ |
| 1   | 1  | Carl Fogarty      | Ducati | 295    |
| 2   | 11 | Troy Corser       | Ducati | 179    |
| 3   | 3  | Aaron Slight      | Honda  | 168    |
| 4   | 9  | Fabrizio Pirovano | Ducati | 126    |
| 5   | 25 | Yasutomo Nagai    | Yamaha | 119    |

1995 · 1996 · 1997 · 1998 · 1999 · 2000 · 2001 · 2002 · 2003 · 2004 · 2013 · 2014 · 2015 · 2016 · 2017 · 2018 · 2019